# Martin Bernal
Pour les articles homonymes, voir Bernal.
Martin Gardiner Bernal, né le 10 mars 1937, et mort le 9 juin 2013  à Cambridge, est un professeur de l'université Cornell, principalement connu pour son livre Black Athena (en), un ouvrage très controversé,, qui réexamine l'influence de la culture égyptienne sur les origines de la culture et de la langue grecque antique mais a été réfuté par toute la communauté scientifique pour son manque de rigueur scientifique.

## Biographie

### Enfance, adolescence et années de formation
Il est né en 1937 à Londres. Son père était John Desmond Bernal, physicien et écrivain marxiste, et sa mère la mécène Margaret Gardiner. Il est le petit-fils d'Alan Henderson Gardiner, l’un des plus éminents égyptologues du XXe siècle et le cousin germain du chef d'orchestre John Eliot Gardiner.
Il fait ses études à la Dartington Hall School, puis au King's College de Cambridge, où il a obtenu sa maîtrise en 1961 avec mention.
Il se spécialise dans l'histoire et la langue de la Chine, et part travailler quelque temps, au début de la révolution culturelle, à l'université de Pékin.
Il soutient sa thèse à Cambridge en 1965.

### Activités intellectuelles et publications
En 1972, Bernal enseigne à l'Université Cornell de New York, où il obtient sa chaire personnelle en 1988. Il enseigne dans cette université jusqu'à sa retraite, qu'il prend en 2001.
À Cornell, il enseigne dans un premier temps les sciences politiques et continue ses recherches sur l'histoire de la Chine moderne ainsi que sur l'histoire du Viêt Nam, dont il apprend la langue.
Il se radicalise à partir de 1975. Selon ses propres mots :

« The scattered Jewish components of my ancestry would have given nightmares to assessors trying to apply the Nuremberg Laws, and although pleased to have these fractions, I had not previously given much thought to them or to Jewish culture. It was at this stage that I became intrigued—in a Romantic way—in this part of my 'roots'. I started looking into ancient Jewish history and— being on the periphery myself—into the relationship between the Israelites and the surrounding peoples, particularly the Canaanites and the Phoenicians. I had always known that the latter spoke Semitic languages, but it came as quite a shock to learn that Hebrew and Phoenician were mutually intelligible and that serious linguists treated both as a dialect of a single Canaanite language. During this time, I was beginning to study Hebrew and I found what seemed to me a number of striking similarities between it and Greek… »

« Les composantes juives éparpillées dans mon ascendance auraient donné des cauchemars à ceux chargés d'appliquer les lois de Nuremberg, et bien qu'heureux d'avoir ces racines, je ne leur avais guère prêté attention, ni à la culture juive. C'est à ce stade que j'ai été intrigué, dans un sens romantique, par cette partie de mes « racines ». J'ai commencé à chercher dans l'histoire juive antique et - étant moi même en périphérie de cette culture - dans la relation entre les Israélites et les peuples limitrophes, en particulier les Cananéens et les Phéniciens. J'avais toujours su que ces peuples parlaient des langues sémites, mais ce fut un choc d'apprendre que l'hébreu et le phénicien étaient mutuellement intelligibles et que les linguistes sérieux traitaient ces deux langues comme des dialectes d'une langue cananéenne originelle. À ce moment-là, j'ai commencé à étudier l'hébreu et j'ai trouvé ce qui me semblait un certain nombre de similitudes frappantes entre cette langue et le grec… »

Bernal exprime l'idée que l'influence de la culture égyptienne antique sur la culture grecque antique est une chose démontrée.
C'est à cette époque qu'il écrit Black Athena (« Athènes noire »), auquel il ajoute par la suite deux tomes, et qui constitue l'œuvre principale de sa vie. Il soutient notamment que la Grèce a été colonisée par un peuple égyptien pouvant être « utilement qualifié de noir » et affirme que 40 % des mots grecs proviennent de l’égyptien ancien. Plusieurs chercheurs afrocentristes le suivent dans ses conclusions, comme Leonard Jeffries, Abdul Nanji, Yosef A.A. Ben-Jochannan, John Henrik Clarke ou encore Molefi Kete Asante affirmant que Cléopâtre était noire et que les Grecs ont volé l’héritage de l’Égypte. Le retentissement de Black Athena aux Etats-Unis s'est ainsi principalement produit parmi les théoriciens noirs du « développement séparé des races » et parmi les tenants du communautarisme.
Néanmoins, ces ouvrages, écrits par un historien qui n'était spécialiste ni de la Grèce antique ni du Proche-Orient, ont entraîné de vives polémiques, qui ne sont pas éteintes plus de vingt-cinq ans après la première publication.
Il a ensuite écrit Cadmean Letters, relatif aux origines de l'alphabet grec.

### Analyses critiques
Le linguiste Jean Haudry parle de « divagations linguistiques » dans son recensement des ouvrages de Martin Bernal. Ainsi citant l'étude critique de Mary Lefkowitz et Rogers MacLean : « À notre avis, la prétention qu'a émise Bernal d'avoir découvert des centaines d'étymologies gréco-égyptiennes et gréco-sémitiques est parfaitement infondée. Nous doutons qu'il en ait même trouvé une seule qui soit totalement neuve ». François-Xavier Fauvelle, spécialiste de l'histoire de l'Afrique, dans la recension de la même étude critique, rappelle que Martin Bernal, « n'est, sur le terrain de la préhistoire et de l'histoire de la Méditerranée orientale, qu'un "amateur", qui certes apporte un regard extérieur mais qui demeure en même temps peu familier des faits, des problématiques et procédures des disciplines en question ».
L'historienne britannique Edith Hall affirme que ce type d'approche historique du mythe appartient résolument au XIXe siècle. D'autres spécialistes ont dénoncé l'absence de preuves archéologiques de la thèse de Bernal. L'égyptologue James Weinstein souligne qu'il n'existe pour ainsi dire pas de preuves que les anciens Égyptiens fussent un peuple colonisateur dans le troisième millénaire et le deuxième millénaire avant notre ère. En outre, il n'existe aucune preuve d'aucune colonie égyptienne de quelque sorte dans le monde égéen. Weinstein accuse Bernal de s'appuyer principalement sur ses interprétations des mythes grecs ainsi que sur des interprétations déformées des données archéologiques et historiques.

## Publications
- Martin Bernal, Vietnam Signposts, Londres, Views Quarterly Review, 1966 (pamphlet)
- Martin Bernal, Chinese Socialism to 1907, Ithaca, Cornell University Press, 1976, 259 p. (ISBN 978-0-8014-0915-8)
- Martin Bernal, Black Athena : Afroasiatic Roots of Classical Civilization, Volume I : The Fabrication of Ancient Greece, 1785-1985, Rutgers University Press, 1987, 575 p. (ISBN 978-0-8135-1277-8)[14]. Publié en français sous le titre Black Athena. Les racines afro-asiatiques de la civilisation classique, vol. 1, L'invention de la Grèce antique, 1785-1985, trad. de l'américain par Maryvonne Menget et Nicole Genaille (coll. « Pratiques théoriques »), Paris, PUF, 1996, 624 p.  (ISBN 2-13-047834-4)
- (en) Martin Bernal, Cadmean letters : the transmission of the alphabet to the Aegean and further West before 1400 B.C., Winona Lake (Ind.), Eisenbrauns, 1990, 156 p. (ISBN 0-931464-47-1 et 9780931464478, lire en ligne)
- Martin Bernal, Black Athena : Afroasiatic Roots of Classical Civilization, Volume II : The Archaeological and Documentary Evidence, Rutgers University Press, 1991[14]. Publié en français sous le titre Black Athena. Les racines afro-asiatiques de la civilisation classique, vol. 2, Les sources écrites et archéologiques, trad. par Nicole Genaille (coll. « Pratiques théoriques »), Paris, PUF, 1999, 835 p.  (ISBN 9782130502234)
- 2001, Black Athena Writes Back : Martin Bernal Responds to His Critics, Duke University Press (ISBN 978-0-8223-2706-6)
- Martin Bernal, Black Athena : The Afroasiatic Roots of Classical Civilization, Volume III : The Linguistic Evidence, Rutgers University Press, 2006, 807 p. (ISBN 978-1-85343-799-1, lire en ligne)[14]